# 高田広ゆきラヂヲシティホール
高田広ゆきラヂヲシティホール（たかだひろゆきラヂヲシティホール）は、ラジオ大阪で2003年4月5日から放送が始まった毎週土曜日23時30分から24時枠のラジオ番組。
高田広ゆきという名前は、実際にパーソナリティを務める声優の甲斐田ゆきと高橋広樹の2人の名前を合成して作られた名前で、｢パーソナリティ・高田広ゆき｣とクレジットされている。2004年3月27日の第50回放送をもって一時休止されたものの、2006年10月7日から半年間復活した。第1期放送の終了後に始まった携帯コンテンツ 高田広ゆきケータイシティホールは声優・V-STATION内の3分ラジオにて毎週金曜日更新で放送を続けてきたが、2009年7月31日に終了した。（高田コンビによればいったん休業）

## エピソード
- 番組開始（2003年4月 - ）から約半年は、限定50名の観客を前にした公開録音であった。それも放送圏が大阪市周辺というラジオ大阪の番組にもかかわらず、録音は必ず東京で行い、今までの常識を覆した番組だった。
- 2003年6月21日に竹内順子、三橋加奈子をゲストに迎えた大阪の三井アーバンホテルでのライブが、初めて電波圏内で行われた収録だった。
- 2003年10月より終了する2004年3月までアール・エフ・ラジオ日本でも放送され、ようやく関東地方でも聴取できるようになった。そしてその時期からスタジオ収録が主になった。
- 基本は観客を前にしたライブ形式だったため、スタジオ収録になっても定期的に公録を行った。またその際には会場から希望者を１名選び、収録中ずっと何か（例：筋トレ、折り紙、パズル等）をステージの2人の後ろでやり続けてもらう。「ほっとかれさん」と呼ばれるその人にはその代償として、ライブチケット代がタダになる上、甲斐田＆高橋と身近で話せたり握手してもらえたりと、ある意味おいしい役割があった。
- 2006年10月に復活したものの、再び大阪のみの放送になってしまった。
- 2006年11月25日、高橋が収録に2時間遅刻した際には、彼が到着するまで甲斐田が1人で（実際はディレクターの太爺やといっしょに）「だ・ゆき・ラヂヲシティホール」を放送した。
- リスナー全員を「全国の高田さん」と呼び、いわゆるラジオネームは「高田広ゆきネーム」とされ、「高田○○○（リスナーのラジオネーム）広ゆきさん」と呼ばれる。
- 番組当初、鹿に聞かせるくらいゆったりと番組を進行したいと言うことで、ふつおたのコーナーを「鹿に聞かせろ」というタイトルにしたところ、「鹿」に関する話題が頻繁に送られてくるようになり、それを「鹿ネタ」と呼ぶようになった。そのうち鹿のマスコットが登場し、「鹿美ちゃん」「しかおくん」という番組内キャラクターもいる。その他甲斐田と高橋が演じる個性的なキャラクターが30以上おり、それらで「高田村」を構成しているという設定である。第1期放送終了間際にファン投票による高田村総選挙（ のちに甲斐田が地上波解散総選挙と命名）が行われ、初代村長は鹿美ちゃんが選ばれた。地上波は終了しても、これらキャラクターや設定は高田広ゆきケータイシティホールでも活かされた。
- そのケータイ～'08 7月4日更新分にて、鹿美ちゃんが3月いっぱいで4年の任期を終えて空席になっていた村長の座に、番組内多数決によりヒロ☆樹（いつき）さんが着くこととなった。
- 不定期に開催されてきたライブだが、最後のライブとなったのは2008年8月31日、ローズガーデン新宿において行われた「高田広ゆき　蝉（セミ）　ファイナル」だった。今までのライブはゲストありだったのだが、この回は珍しくゲストを呼ばなかった。

## ゲスト
- 第1期ゲスト
  - 2003年4月26日：津田健次郎…初ゲスト
  - 2003年5月24日：竹内順子,小西克幸
  - 2003年6月21日：竹内順子,三橋加奈子 。三井アーバンホテルにてライブ（6月14日収録）
  - 2003年8月2日：吉野裕行
  - 2003年8月30日：川本成（あさりど）
  - 2003年11月25：諏訪部順一 中野ZEROにてライブ（11月9日収録）〔CD「中野駅〜」に収録〕
  - 2003年12月20：竹内順子,三橋加奈子 IMPホールにてライブ（12月13日収録）〔CD「紅葉山〜」と「中野駅〜」に前半後半に分けて収録〕
  - 2004年1月13日：國府田マリ子（飛び入りゲスト）
  - 2004年1月27日：置鮎龍太郎 中野ZEROにてライブ（1月10日収録）〔CD「紅葉山〜」に収録〕
  - 2004年3月16日：置鮎龍太郎（飛び入りゲスト）
  - 2004年3月27日：木内秀信 豊島公会堂にてライブ（最終回ライブ）
  - 2004年6月28日：置鮎龍太郎（3時間特番特別出演）
- 第2期ゲスト
  - 2006年12月16日、12月23日：若本規夫〔CD「2006高田村から」に収録〕
  - 2007年8月19日：喜安浩平 ライブ「高田deボン〜だんす広ゆき」（ケータイシティホールにて一部放送）

## スペシャル
3時間スペシャル「高田さん時間ですよ！」⇒高田3時間ですよ。放送日　2004年6月28日
- 番組終了間近にラジオ大阪のケイタイVステーションにおいて行われた第1回ケータイVステしゃべくり甲子園で高田広ゆきの2人のトークが優勝し、ご褒美としての3時間番組を放送することになった。本編が終了することを惜しんだファンが大勢投票した結果だった。
- 2004年1月のゲストだった置鮎龍太郎が、出番が短くもっと出演したかったと言い、また番組の名物ディレクターふとし爺やがゲスト告知で「おきあゆりゅうたろうさん」と言ったことへのファンからの抗議等もあり「置鮎龍太郎スペシャル」を作ると約束した。しかし実現前に番組が終了してしまったため、この特番にゲスト出演が決まったようである。
- 置鮎は、番組冒頭はその場にいたが、別件の仕事があったのかいったん席をはずした。ところが肝心の置鮎用特別コーナー「置鮎龍太郎ラヂオシティホール」に大遅刻してスタジオ収録が不可能となり、収録後に打ち上げで行く予定だったカラオケ店にメール等を持ち込み、そこでコーナー収録をした。（BGMにカラオケ店の曲が聞こえる）
- コーナーやラジオドラマなど通常の放送に加え、ラジオ放送にもかかわらず、甲斐田、高橋、置鮎、プロデューサー（松井P）、作家、ディレクターの6人で「UNO」に興じる場面があった。松井Pが持ち込んだカードが飛び出すUNOマシンなるものを使って異様に盛り上がっていた。（前半は高橋、後半は置鮎が勝利）

## 主なコーナー
- 鹿に聞かせろ!
- ひょろきだよん
- うどん粉くん、いらっしゃい
- ヒロ☆樹の楽しい川柳
- 小雪の笑わなくっていいんだよ
- 高田村アワー

## 番組から生まれたCD
- お見合い編
- 蜜月編
- お出かけ編
- 中野駅南口から徒歩8分（ゲスト：竹内順子、三橋加奈子、諏訪部順一）
- 紅葉山公園下から徒歩4分（ゲスト：竹内順子、三橋加奈子、置鮎龍太郎）
- 2006高田村から（ゲスト：若本規夫）
- 2007高田村から
- 愛の万華鏡（番組エンディングテーマ：アルバム購入特典CD）
- ボンデステニー（2007年8月ライブ「高田deボン～だんす広ゆき～」で歌われた曲：アルバム購入特典CD）